# John Forbes Nash Jr.
John Forbes Nash Jr. (13 tháng 6 năm 1928 – 23 tháng 5 năm 2015) là một nhà toán học người Mỹ với chuyên ngành lý thuyết trò chơi, hình học vi phân và phương trình đạo hàm riêng. Các học thuyết của ông được sử dụng trong kinh tế, điện toán, trí tuệ nhân tạo, sinh học tiến hóa, kế toán và chính trị. Năm 1994, ông nhận được giải Nobel kinh tế cùng với hai nhà lý thuyết trò chơi khác, Reinhard Selten và John Harsanyi.
Sau khi có những biểu hiện xấu về sức khỏe vào năm 1959, ông trải qua một vài năm tại bệnh viện tâm thần để chữa bệnh tâm thần phân liệt. Sau năm 1970, tình trạng sức khỏe của Nash dần hồi phục và giúp ông trở lại công việc vào giữa thập niên 1980. Cuộc đấu tranh chống lại căn bệnh tâm thần phân liệt của ông được làm nền tảng cho cuốn tiểu sử A Beautiful Mind của tác giả Sylvia Nasar và được chuyển thể thành tác phẩm điện ảnh giành giải Oscar cho "Phim hay nhất" do đạo diễn Ron Howard đảm nhận.
Ngày 23 tháng 5 năm 2015, Nash cùng vợ Alicia qua đời trong một vụ tai nạn ô tô trên đường New Jersey Turnpike gần Monroe Township.

## Tuổi trẻ
Nash sinh vào 13/06/1928, ở Bluefield, West Virginia. Jr. John Forbes Nash ra đời trong một gia đình trí thức có cha là kỹ sư điện tử tại Công ty Điện lực Appalachian, mẹ (Marganet) là giáo viên dạy tiếng Anh và tiếng La Tinh. Từ bé Nash đã tỏ ra lập dị khác người, tính tình hướng nội, không ham chơi đùa mà chỉ thích đọc sách. Ở trường tiểu học, cậu bị thầy giáo chê là đầu óc "có vấn đề" vì hay dùng những cách kỳ quặc để giải các bài toán. Lên trung học, biểu hiện đó càng khiến mọi người ngạc nhiên: có lần khi giải bài tập toán, thầy giáo viết đầy bảng, thế mà Nash chỉ dùng vài thao tác đơn giản là tìm ra lời giải.
Thấy con có năng khiếu toán, cha mẹ cho Nash học chương trình toán cao cấp ngay khi cậu còn đang ở trung học. Nhờ học giỏi, Nash nhận được học bổng của Học viện Công nghệ Carnegie (nay là trường đại học Carnegie Mellon University). Tại đây anh được thầy giáo toán gọi là Gauss trẻ, một cái tên đầy vinh dự, vì mọi người đều biết trong giới toán học xưa nay chưa ai vượt qua được thần đồng toán học người Đức Carl Friedrich Gauss (1777-1855).
Năm đầu tiên Nash học ngành hóa, năm sau chuyển sang học toán. Một lần anh đến gặp thầy hướng dẫn khoa học là giáo sư R.J. Duffin, trình bày một phát hiện toán học mới của mình. Ông thầy vô cùng ngạc nhiên khi thấy cậu học trò trẻ này đã tự chứng minh được Định lý điểm bất động Brouwer (Brouwer Fixpoint Theorem) mà cậu chưa biết rằng trước đây đã có nhà toán học làm được điều đó.

## Sau khi tốt nghiệp
Nash lấy bằng thạc sĩ ở tuổi 20 (năm 1948) và chuẩn bị làm nghiên cứu sinh tiến sĩ tại một trong 4 trường đại học đồng thời nhận anh: Harvard, Princeton, Chicago và Michigan. Trong thư giới thiệu Nash đi học tiếp, GS Duffin viết: He is a mathematical genius (Người này là một thiên tài toán học).
Nhận xét ấy khiến ông Solomon Lefschetz Chủ nhiệm khoa Toán ĐH Princeton hết sức quan tâm. Ông lập tức viết thư mời Nash sớm đến Princeton và hứa cấp cho anh học bổng John S. Kennedy trị giá 1150 USD, một số tiền rất lớn ngày ấy và lớn hơn học bổng Harvard đã hứa cấp cho Nash.
Princeton là trung tâm toán học toàn cầu, nơi đây chẳng những có Albert Einstein vĩ đại mà còn có Von Neumann nhà toán học đại tài, người đặt nền móng cho khoa học máy tính, lý thuyết toán học cho bom khinh khí và kinh tế học toán lý. Một địa điểm như thế là nơi mơ ước của bất cứ nhà toán học trẻ tuổi nào. Nash sao có thể bỏ qua thánh đường khoa học này.
Bầu không khí học thuật tự do, khoan dung của Princeton khiến Nash như cá gặp nước, thỏa sức vẫy vùng. Anh tự tìm lấy đề tài nghiên cứu: đó là lý thuyết cân bằng (equilibrium theory), một phần trong lý thuyết trò chơi ngày ấy còn mới lạ.
John Nash nhanh chóng trở thành ngôi sao mới trên bầu trời Princeton. Các bạn học xì xào: anh chàng này có chút lập dị nhưng cực kỳ thông minh. Lloyd Stowell Shapley (sau này là chuyên gia lý thuyết trò chơi nổi tiếng ở ĐH Los Angeles) nhận xét Nash khó hòa hợp với mọi người nhưng tư duy logic của anh rất sắc bén và tuyệt đẹp.
Trong hai năm 1950 và 1951, Nash công bố mấy bài báo khoa học, trong đó có 2 bài quan trọng: Điểm cân bằng trong trò chơi N người (Equilibrium Points in N-person Games) và Trò chơi bất hợp tác (Non-cooperative Games). Anh đề xuất và định nghĩa khái niệm Cân bằng bất hợp tác (Non-cooperative equilibria, sau này gọi là Cân bằng Nash, Nash equilibrium), một đột phá khuôn khổ của Trò chơi kết cục zero (zero-sum game). Định nghĩa này cùng với định nghĩa Tình cảnh khó khăn của tù nhân (Prisoner’s dilemma) do thầy hướng dẫn của Nash là Albert W. Tucker xác lập năm 1950 đã đặt nền móng cho lý thuyết trò chơi bất hợp tác.
Cân bằng Nash trở thành nền tảng lý luận cho Trò chơi hai người kết cục phi zero (Two person non zero sum game) là một khái niệm rất cao siêu khó hiểu, một bước phát triển lớn so với Trò chơi hai người kết cục zero do Von Neumann và Oskar Morgenstern đưa ra hồi thập niên 40.
Lý thuyết trò chơi hiện nay thường nói chính là lý thuyết trò chơi bất hợp tác; nó trở thành công cụ đắc lực để phân tích tình thế kinh tế trong cạnh tranh thương mại và đàm phán thương mại. Nhà kinh tế học phát triển Robert M. Solow (Nobel kinh tế 1987) nói chính là nhờ cống hiến của Nash mà lý thuyết trò chơi trở thành lý thuyết đầy sức sống dùng để phân tích kinh tế hiện đại.
Lý thuyết này nghiên cứu hành vi tương tác sách lược của mọi người. Nó nghiên cứu làm thế nào để trong nền kinh tế thị trường, con người có thể tự nguyện đưa ra những quy chế hữu hiệu được mọi người tuân theo và thực hành, nhằm tăng tiến cơ chế phúc lợi của xã hội. Nó là cơ sở để giúp con người hiểu biết sâu sắc các hành vi kinh tế và các vấn đề xã hội, vì thế nó được ứng dụng ngày một nhiều trong kinh tế học cũng như nhiều ngành khoa học xã hội-nhân văn khác, chẳng hạn chính trị học.
Lý thuyết trò chơi ngày nay đã trở thành một phương pháp nghiên cứu dùng trong toàn bộ ngành khoa học xã hội.
Tên của Nash gắn trong thuật ngữ Nash Equilibrium và Nash embedding theorem và xuất hiện trong các sách giáo khoa toán học, kinh tế học, các luận văn sinh học tiến hóa, các trước tác chính trị học. Nash đem lại cho lý thuyết trò chơi các khái niệm toán học mới có tính cách mạng, nhất là khái niệm Nash embedding theorem. Ngay Einstein đương thời cũng thừa nhận chỉ khi nào đầu óc tỉnh táo lắm ông mới thực sự hiểu các khái niệm đó.
Các nghiên cứu nói trên được tập hợp trong bản luận án tiến sĩ 28 trang của Nash viết về lý thuyết Trò chơi bất hợp tác và trở thành căn cứ khoa học để hơn 40 năm sau Nash được trao giải Nobel kinh tế (năm 1969 mới thành lập giải này).
Ngày 13/7/1950, đúng hôm sinh nhật lần thứ 22, John Nash được trao học vị tiến sĩ toán.
Thành tựu của Nash xuất sắc tới mức giới toán học thế giới đều coi anh là bậc thầy về lý thuyết trò chơi. Tạp chí Fortune nổi tiếng số tháng 7/1958 gọi John Nash là ngôi sao mới sáng nhất của nền tân toán học nước Mỹ.
Nash ở lại ĐH Princeton một năm làm công tác giảng dạy và kiêm chức cố vấn cho Công ty RAND, một viện nghiên cứu hoạt động sôi nổi trong lĩnh vực quân sự (chủ yếu là không quân) thời kỳ chiến tranh lạnh.
Về sau, Nash chuyển tới Học viện Công nghệ Massachusetts (MIT) tiếp tục giảng dạy, đồng thời vẫn tiến hành nghiên cứu, hoàn thành một số công trình đột phá về hình học đại số (algebraic geometry). Cho tới nay các nhà toán học MIT vẫn đánh giá Nash có thành tích nghiên cứu "cực kỳ xuất sắc".

## Cuộc sống cá nhân
Trong tiểu sử của Nash, từ năm 1951 trở đi, ông có quan hệ với một y tá, Eleanor Stier. Bà đã sinh một đứa trẻ tên John David Stier. Mặc dù Nash đã nghĩ đến việc cưới bà ấy, nhưng sau đó ông đổi ý và quyết định bỏ họ.
Năm 1951, Nash tới Học viện cộng nghệ Massachusett gặp người hướng dẫn C. L. E. Moore là giảng viên toán học. Sau đó ông gặp Alicia Lopez-Harrison de Lardé (sinh ngày 1/2/1933), một sinh viên vật lý từ El Salvador, ông đã kết hôn với bà vào tháng 2/1957. Alicia phải đưa Nash tới bệnh viện tâm thần vào năm 1959 vì bệnh tâm thần phân liệt. Con trai của họ, được sinh ra sau này, nhưng không đặt tên trong một năm vì bà cho rằng chồng bà phải là người đặt tên cho con.
Nash và de Lardé li dị năm 1963, mặc dù sau khi xuất viện năm 1970, ông đã sống ở nhà của de Lardé. Vào năm 1994, Nash được trao giải Nobel kinh tế học, sau đó ông tái hôn với de Lardé vào năm 2001.
Nash cư trú ở West Windsor Township, New Jersey trong một thời gian dài.
Ông là người song tính luyến ái.

## Quyết định đổi đời
Đầu năm 1970, John Nash ra viện và kiên quyết không bao giờ quay trở lại. ĐH Princeton đã kịp thời chìa bàn tay nhân ái cứu nhà toán học đang trong tình trạng bơ vơ không nơi nương tựa, họ mời ông về trường. Quyết định quan trọng này giúp Nash tránh được thảm kịch nếu ở lại quê nhà thì ông sẽ chỉ có thể làm kẻ ăn xin lang thang đầu đường xó chợ và một ngày nào đó chết trong đói rét. Sau này khi khỏi bệnh, Nash cảm kích nói: "Nhờ sự đùm bọc của Princeton nên tôi đã thoát khỏi cảnh vô gia cư."
Tại Princeton, Nash được Alicia đón về chăm sóc. Với tình yêu cao cả, ý chí sắt đá và nghị lực phi thường, người vợ cũ của ông vượt qua muôn vàn gian khó, dùng tiền lương ít ỏi của một nhân viên làm chương trình máy tính để nuôi con và chữa bệnh cho Nash trong nhiều năm. Bà nghĩ rằng hành vi cổ quái của Nash nếu ở nơi khác thì bị cho là điên dại, nhưng tại Princeton nơi có nhiều chủ nhân giải Nobel thì người ta lại có thể nghĩ rằng đó là lối sống của những thiên tài. Quả thật nơi đây không hiếm những chuyện lẩn thẩn kỳ quặc tương tự. Chẳng hạn trên lối mòn mang tên Einstein trong rừng cây khuôn viên Princeton từng xảy ra chuyện ông tổ của thuyết tương đối thường dụ dỗ các cháu học sinh tiểu học đưa bài tập toán cho ông giải giúp để ông được chúng trả công bằng những chiếc kẹo.
Hai thập niên 70 và 80, người ta thường thấy một người đàn ông gày xơ xác, tóc tai bơ phờ, mắt đờ đẫn không hồn, suốt ngày lang thang trong khuôn viên ĐH Princeton như một bóng ma, đôi lúc dừng lại trước những tấm bảng đen trong vườn và cặm cụi viết lên đó hàng tá công thức toán học kỳ quặc. Các sinh viên ngạc nhiên khi biết ông già điên dại bị gọi là "hồn ma" kia chính là thiên tài John Nash được nhắc tới trong các sách giáo khoa họ đang học.
Princeton là nơi tập hợp những nhà trí thức lớn, trong đó có nhiều người quen biết Nash. Họ tôn trọng và bảo vệ ông. Nếu có ai xúc phạm Nash thì lập tức người đó sẽ bị họ mắng ngay rằng: "Này, cả đời anh cũng chẳng thể có được cống hiến như ông ấy đâu!"
Nhà trường và các bạn đồng nghiệp đều thông cảm tìm cách giúp Nash có thu nhập để đỡ đần Alicia. Chẳng hạn họ ghi tên Nash tham gia các đề tài nghiên cứu dưới bất cứ hình thức nào dù chỉ là có tính tượng trưng. Nhưng cố gắng của họ đều không thành, trừ một lần Shapley kiếm được một khoản tiền thưởng cho Nash. Có lẽ đó là giải thưởng Lý thuyết John von Neumann (John von Neumann Theory Prize) tặng cho Nash năm 1978 với lý do đã đưa ra khái niệm Cân bằng bất hợp tác (Non-cooperative equilibria).
Người quản lý phòng máy tính đã cho Nash dùng tài khoản máy tính của mình (vì Nash không ở trong biên chế nhà trường), nhờ đó ông học được cách sử dụng máy. Trong 30 năm Nash đau ốm, công nghệ máy tính đã được cải tiến cực nhiều, bởi vậy những giờ làm việc trên công cụ trí tuệ kỳ diệu này đã có tác dụng tích cực giúp Nash bớt dần chứng hoang tưởng.
Rốt cuộc chuyện thần kỳ đã xảy ra: bệnh tình của Nash thuyên giảm dần. Quá trình ấy diễn ra rất chậm; từ cuối thập niên 80, ông bắt đầu trò chuyện một cách tỉnh táo với mọi người, làm quen một số nghiên cứu sinh, thậm chí có thể bàn bạc vài vấn đề toán học có ý nghĩa.
Ai ai cũng đều vô cùng vui mừng khi thấy Nash trở lại cuộc đời bình thường, nhất là ông đã tham gia một số hoạt động học thuật, giao lưu với đồng nghiệp và sinh viên, nhờ đó giới khoa học trong và ngoài nước dần dần biết Nash vẫn còn sống và làm việc. Qua 30 năm, do cái tên Nash hoàn toàn không xuất hiện trên báo chí và các hội thảo toán học, còn những công bố cũ của ông lại có niên đại quá xa xưa, cho nên những người không ở Princeton đều nghĩ rằng Nash đã qua đời từ lâu. Giờ đây hoạt động nói trên của Nash đã tạo tiền đề để Viện Khoa học Hoàng gia Thụy Điển có lý do chú ý tới ông khi họ xét trao giải Nobel kinh tế cho lý thuyết trò chơi bất hợp tác mà ông là một tác giả đầu tiên.
Thực ra nhiều năm trước, John Nash từng được đưa vào danh sách ứng cử viên giải Nobel. Năm 1985 ông bị loại ra khỏi diện xét chọn, chủ yếu do người ta nghi ngại trí lực của ông có vấn đề. Ai cũng biết, người được trao giải Nobel phải đến Stockholm đọc một đáp từ ngắn gọn, có nội dung sâu sắc súc tích trước Nhà vua, Hoàng hậu và Viện Khoa học Hoàng gia Thụy Điển cùng đám đông đại biểu, nhà báo. Ngoài ra, tuy chưa có văn bản quy định không trao giải cho người đã nghỉ hưu hoặc không có chức danh khoa học, nhưng nói chung người có chức danh thì hợp lẽ hơn. Trong hai thập niên 70-80, Nash hoàn toàn không có những điều kiện đó.
Đến năm 1994, do lý thuyết trò chơi ngày càng được ứng dụng nhiều trong kinh tế học, việc xét thưởng Nash trở nên có lợi. Giáo sư Harold W. Kuhn nhà kinh tế toán lý nổi tiếng tại hai khoa Toán và Kinh tế học ĐH Princeton, bạn học cũ và đồng nghiệp của Nash, đã hết sức cố gắng giúp Nash. Kuhn thuyết minh với Viện Khoa học Hoàng gia Thụy Điển là nếu chỉ vì tình hình sức khỏe của Nash mà tước mất giải Nobel ông rất xứng đáng được nhận thì điều đó hết sức phi lý. Kuhn còn đề nghị ĐH Princeton phong cho Nash chức danh "Nhân viên hợp tác nghiên cứu". Đề nghị này được chấp nhận. Như thế Nash được chính danh đi Stockholm dự lễ trao giải. Cũng chính Kuhn dự thảo bản lý lịch của Nash và gửi cho Ủy ban Nobel theo yêu cầu của họ.
Ngày 11 tháng 10 năm 1994, Viện Khoa học Hoàng gia Thụy Điển tuyên bố: ba nhà khoa học John F. Nash Jr., John C. Harsanyi (quốc tịch Mỹ) và Reinhard Selten (Đức) được trao giải Nobel Kinh tế "vì các phân tích mở đường của họ về khái niệm cân bằng trong lý thuyết Trò chơi bất hợp tác."
ĐH Princeton họp báo công bố tin này, chúc mừng Princeton có thêm một chủ nhân giải Nobel. Mọi người đều tiếc là nếu Nash không ốm đau thì lẽ ra một mình ông phải được trao giải này từ rất lâu rồi.
Sự việc John Nash đoạt giải Nobel không những chứng tỏ các khám phá lỗi lạc của ông được giới khoa học quốc tế thừa nhận, mà còn có tác dụng báo cho thế giới biết ông hãy còn sống khỏe mạnh sau 30 năm im hơi lặng tiếng. Thế nhưng vẫn có một tờ báo châu Á do thiếu thông tin vẫn đăng bài giật tít "Nash không đủ sức khỏe đi dự lễ trao giải Nobel".
Trong lý lịch tự khai gửi Ủy ban Nobel, Nash viết: sau 25 năm gián đoạn suy nghĩ, giờ đây ông tin rằng mình có thể đạt được một số giá trị nào đấy qua các nghiên cứu hiện nay của ông hoặc với bất kỳ ý tưởng mới nào sẽ đến trong tương lai.
Năm 2001 Nash chính thức tái hôn với người vợ cũ. Có điều đời sống hai người không vì được giải Nobel mà thay đổi mấy, họ phải chăm sóc con trai cũng bị tâm thần. Giải này hồi ấy có 930 nghìn USD, chia cho 3 chủ nhân, mỗi người chẳng được bao nhiêu.

## Huyền thoại được cả thế giới biết đến
Cuộc đời chìm nổi thần kỳ của thiên tài toán học John Nash cùng lòng nhân ái vô biên của Alicia và ĐH Princeton làm xúc động nhiều người, trong đó có bà Sylvia Nasar, nhà kinh tế kiêm giáo sư khoa báo chí thương mại ĐH Columbia, phóng viên báo New York Times.
Sylvia đã dựa trên tư liệu về cuộc đời của Nash viết thành cuốn tiểu thuyết thể loại truyện ký có tên Một Tâm Hồn Đẹp (A Beautiful Mind) dày hơn 400 trang, phát hành năm 1998. Một Tâm hồn Đẹp được tặng giải thưởng Sách Quốc gia 1998 và nhận một để cử giải Pulitzer cùng hợp đồng làm phim với Universal Pictures and DreamWorks.
Trong tiểu thuyết, Sylvia Nasar dẫn lời một đồng nghiệp của Nash: "Tất cả các nhà toán học đều đồng thời sống trong hai thế giới khác hẳn nhau, một thế giới thanh cao thuần khiết kiểu triết gia Plato và một thế giới với cuộc đời hiện thực ngắn ngủi, hỗn độn, đòi hỏi phải luôn luôn thích ứng mọi biến đổi". Riêng Nash thì ông còn sống 30 năm trong một thế giới đặc biệt nữa, đó là thế giới hoang tưởng của người điên dại.
Năm 2002, Sylvia Nasar cùng nhà biên kịch Akiva Goldsman cải biên tiểu thuyết Một Tâm hồn Đẹp thành kịch bản điện ảnh, sau đó đạo diễn Ron Howard dựng thành phim cùng tên. Bộ phim này dài 135 phút, do Russell Crowe đóng vai Nash, Ed Harris vai nhân vật tưởng tượng trong tâm trí Nash và Jennifer Connelly vai Alicia. Phim Một Tâm hồn đẹp được trao giải Oscar lần thứ 74.
Khác với tiểu thuyết, kịch bản phim đã hư cấu chuyện Nash tham gia làm đề tài nghiên cứu phá mật mã do Bộ Quốc phòng Mỹ tổ chức, tuy thực ra Nash chỉ nghiên cứu lý thuyết trò chơi và phương trình vi phân, là những vấn đề cao sâu khó hiểu, người đời chẳng ai quan tâm. Phá mật mã của kẻ địch trở thành nội dung chính của bộ phim. Kịch bản hư cấu ra chuyện do làm công tác phá mã mà Nash trở thành đối tượng bị ám sát. Và thế là trong phim xuất hiện những cảnh giật gân như ô tô rượt đuổi nhau và đấu súng khiến Nash suýt mất mạng. Truyện phim được cải biên như vậy nhằm tăng sức thu hút người xem, bởi lẽ cuộc đời một nhà toán học vốn đã rất khô khan, lại thêm bị bệnh tâm thần nữa thì vô cùng khó thu hút người xem.
Phim Một Tâm Hồn Đẹp (A Beautiful Mind) rất thành công và được chiếu rộng rãi ở nhiều nước, nhờ đó những người bình thường khắp thế giới đều biết tới thiên tài toán học John Nash.
Tháng 8 năm 2002, báo chí Trung Quốc rầm rộ đưa tin John Nash sẽ đến Bắc Kinh dự Đại hội Toán học quốc tế do Hiệp hội Toán học quốc tế IMU tổ chức. Do đã xem phim A Beautiful Mind nên người Trung Quốc hồ hởi chờ đón nhân vật huyền thoại này. Ông trở thành một trong những ngôi sao sáng nhất của Đại hội. Khi Nash đến thăm một số trường ĐH Trung Quốc, đến đâu ông cũng được đông đảo người hâm mộ nhiệt liệt hoan nghênh.

## Sách
- Acocella, Nicola and Di Bartolomeo, Giovanni (2006), ‘Tinbergen and Theil meet Nash: controllability in policy games’, in: ‘Economics Letters’, 90(2): 213-218.
- Acocella, Nicola and Di Bartolomeo, G. and Piacquadio, P.G. [2009], ‘Conflict of interest, (implicit) coalitions and Nash policy games’, in: ‘Economics Letters’, 105: 303-305.
- Nasar, Sylvia (2011). A Beautiful Mind. Simon and Schuster. ISBN 9781439126493.